# Rudolf Różycki
Rudolf Różycki (ur. 2 października 1857 w Kałuszu, zm. 11 grudnia 1936 w Warszawie) – polski sędzia.

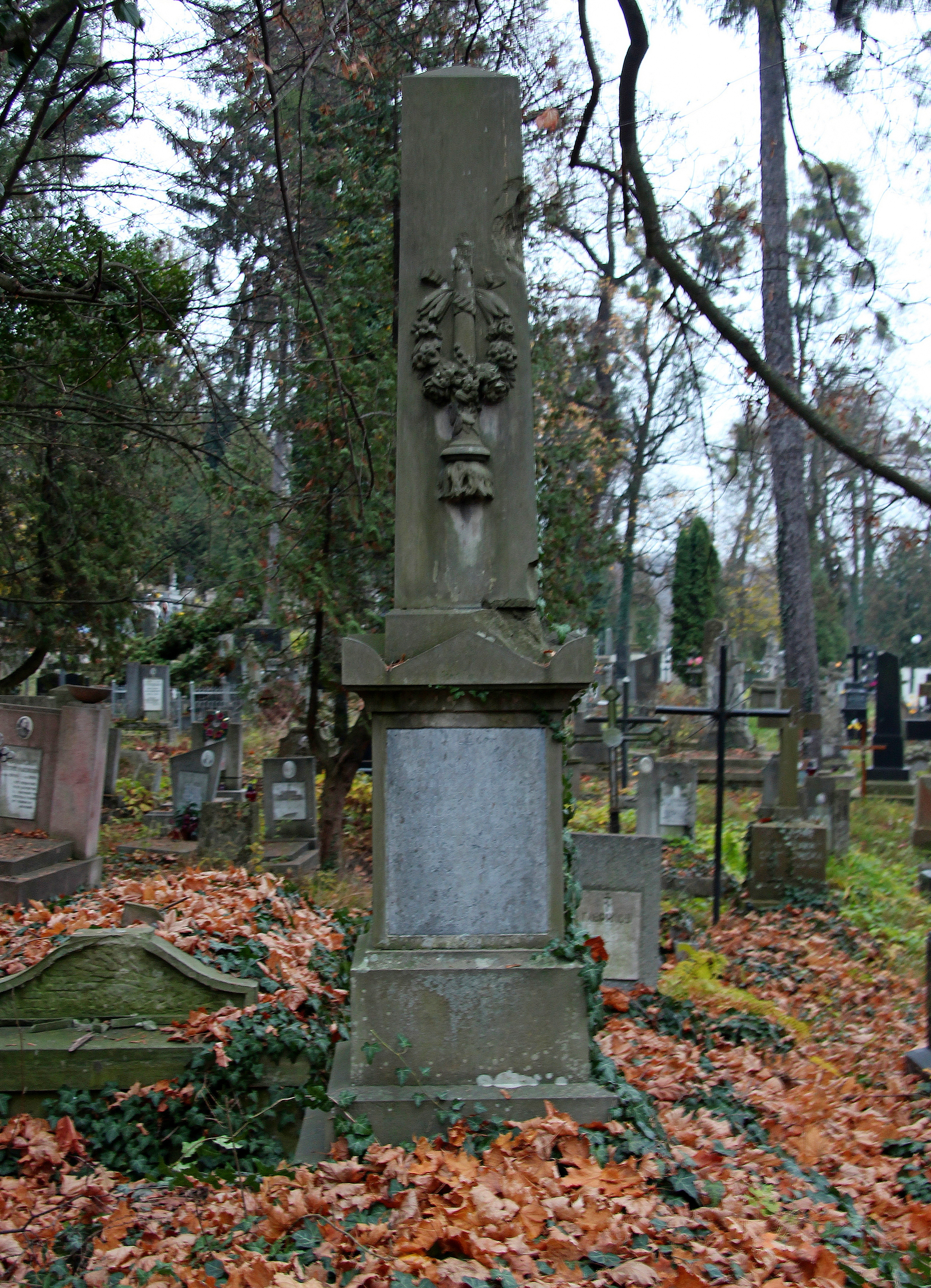
Nagrobek Rudolfa Różyckiego

## Życiorys
Ukończył gimnazjum w Samborze. Absolwent studiów na Wydziale Prawa Uniwersytetu Franciszkańskiego we Lwowie, gdzie w 1880 uzyskał tytuł naukowy doktora praw. Pracował w instytucjach skarbowych i sądowych w ramach zaboru austriackiego. W 1899 habilitował się w zakresie prawa skarbowego. W stopniu docenta był wykładowcą prawa skarbowego na Uniwersytecie Franciszkańskim oraz na Akademii Rolniczej w Dublanach. Od stycznia 1904 był radcą dworu w Trybunale Administracyjnym w Wiedniu.
Po odzyskaniu przez Polskę niepodległości od kwietnia 1919 był sędzią Sądu Najwyższego, od października 1922 był jednym z prezesów Najwyższego Trybunału Administracyjnego, od 21 czerwca 1930 pierwszym prezesem. Od 13 listopada 1926 został nominowany na urząd prezesa Trybunału Kompetencyjnego. W październiku 1932 przeszedł w stan spoczynku. Od czerwca 1922 do 1934 był profesorem prawa skarbowego w Wolnej Wszechnicy Polskiej w Warszawie.
Zmarł w Warszawie 11 grudnia 1936. Został pochowany na Cmentarzu Łyczakowskim we Lwowie.

## Ordery i odznaczenia
- Wielka Wstęga Orderu Odrodzenia Polski (9 listopada 1931)[2]
- Krzyż Komandorski z Gwiazdą Orderu Odrodzenia Polski (7 listopada 1925)[3]
- Krzyż Komandorski Orderu Odrodzenia Polski (27 grudnia 1924)[4]